# عشاق الأدرينالين (كتاب)
عشاق الأدرينالين  كتاب للمؤلف أحمد خالد توفيق صدر عام 2008  عن دار النشر «دايموند بوك» في 189 صفحة وصدر له 4 طبعات. يحتوي الكتاب على ثلاثة أجزاء تشمل 28 مقالة عن أفلام سينمائية من شأنها أن ترفع نسبة الأدرينالين في جسم الإنسان.
لأن السينما من مصادر الأدرينالين المعروفة، سواء قدمت أفلام الرعب أو الأكشن أو أي فيلم يجعلك تجلس على حافة مقعدك وتوشك على الصراخ.
كتب أحمد خالد توفيق الكتاب بالاشتراك مع كل من دكتور تامر إبراهيم، والمهندس سند راشد دخيل.

## محتوى الكتاب
الجزء الأول: أفلام تروي قصص حقيقية
- واحد وعشرون: عبقرية الغش
- الحقني إن استطعت!
- الأسوأ على الإطلاق
- إنه يأكل البشر
- الطريق إلى الحرية
- عن التاريخ الأسود نتحدث
- من فعلها
- أفلام لم نتحدث عنها
الجزء الثاني: أفلام ذات خلفية حقيقية
- اسمه بوند
- طارد الأرواح الشريرة
- لغز اسمه هاوزر
- الرجل الحديدي
- اسمه انديانا جونز
- 300
- الغرباء
- الحقيقة المرعبة
- مجرد لص
- مذبحة تكساس
- بديهي يا واطسون
- علامة زورو
- سيبريكو
الجزء الثالث: قصص مثيرة من عالم الفن السابع
- الرجل الأشهب
- هذا ليس تمثيلا النجم مات فعلا
- هانيبال ليكتر
- أمير الظلام
- عبقريان مجنونان
- أفلام الموت الحقيقية
- شريط اسطوري 

## مقتطفات من الكتاب
يبدأ الكتاب بمقالة توضيحية تحت عنوان «عن ماذا نتحدث؟» جاء فيها: «عشق الأدرينالين أو إدمانه حالة تدفع المرء دفعاً إلى طلب الإثارة.. يقولون إن هذا يقترن بزيادة إفراز مادة الاندورفين الداخلي مما يشعرك بالراحة والسكون»، ويتابع الكاتب قائلاً: «لا شك أن إثارة الفيلم تتضاعف عندما تعرف أنه حقيقي. هذا الكتاب يفعل ذلك»، ووقع هؤلاء المؤلفين هذه المقالة: دكتور أحمد خالد توفيق - مهندس سند راشد - دكتور تامر إبراهيم.
فيلم «واحد وعشرون: عبقرية الغش 21» للمخرج روبرت لوكتيك  وبطولة جيم ستارجس، كيفين سبيسي، كايت بوسورث ولورانس فيشبورن عام 2008، وتدور أحداثه حول أستاذ الرياضيات ميكي روزا (كيفين سبيسي) الذي يتصيد بعد الطلاب النابغين لتكوين فريق للاحتيال في كازينوهات القمار. والفيلم مستوحى من القصة الحقيقية لفريق بلاك جاك معهد ماساتشوستس للتكنولوجيا حسب ما جاء في الكتاب الذي حقق أفضل المبيعات «هدم بيت القمار Bringing Down the House»
فيلم «الحقني إن استطعت! Catch Me If You Can» للمخرج ستيفن سبيلبرغ وبطولة ليوناردو دي كابريو وتوم هانكس وكريستوفر والكن عام 2002 وتدور أحداثه، وهي سيرة ذاتيه، حول الصبي فرانك أباغنيل الذي زوّر شيكاتٍ ومِهَن وشهادات عَمِلَ بها قبل بلوغه سن التاسعة عشر، مما دفع مكتب التحقيقات الفيدرالي لملاحقته برئاسة كارل هانرتي. يتعامل الفيلم مع مواضيع المنازل المفككة والطفولة المضطربة. انفصل والدا سبيلبرغ عندما كان مراهقًا، على غرار حالة فرانك أباغنيل، في الفيلم أيضًا، كارل هانراتي مطلق من زوجته التي تعيش مع ابنتهما في شيكاغو. قال سبيلبرغ: «بعض أفلامي كان لها علاقة بمنازل مفككة وأشخاص هاربين من ماضيهم الحزين.»
فيلم «إنه يأكل البشر The Legend of Alfred Packer» للمخرج جيم روبرسون  صدر عام 1980 وهي سيرة ذاتية لألفريد باكر بطولة باتريك دراي. تدور الأحداث حول باكر الذي يروج لنفسه كدليل لمجموعة من الرواد الذين يأملون في العثور على الفضة في جبال كولورادو. بعد التجول في البرية مع عملائه، وإصراره على أنه يعرف إلى أين يتجه، سرعان ما أصبح واضحًا أن المجموعة ضاعت بشكل ميؤوس منه، وسيتعين عليهم مواجهة الشتاء القاسي بمفردهم. مع نفاد الإمدادات الغذائية وبدأ الرجال يتضورون جوعاً، اتخذ باكر القرار المصيري بإنقاذ نفسه بأي وسيلة ممكنة، واستخدام زبائنه غير المحظوظين كطعام.
فيلم «طارد الأرواح الشريرة The Exorcist» للمخرج وليم فريدكين  عام 1973  وتدور الأحداث حول طفلة مسكونة بالأرواح الشريرة ومحاولات أمها اليائسة لإعادتها إلى حالتها الطبيعية بواسطة عملية طرد للأرواح الشريرة يقوم بها كاهِنان. حصل الفيلم على عشر ترشيحات لجوائز الأوسكار وفاز في جائزتين: أفضل سيناريو مقتبس وأفضل تسجيل صوتي. ويعتبر الفيلم أحد أنجح أفلام الرعب.

## وصلات خارجية
https://platinum-book.com/product/adel/ عشاق الأدرينالين (كتاب)
https://www.goodreads.com/book/show/5998593 عشاق الأدرينالين (كتاب)